# Caimanes de Barranquilla
Los Caimanes de Barranquilla es un equipo de béisbol de la Liga Profesional de Béisbol Colombiano, con participación desde la temporada 1984-1985 y con sede en el estadio Édgar Rentería de Barranquilla desde la temporada 2018-2019.

## Historia
En 1998, el éxito de peloteros colombianos como Édgar Rentería en las Grandes Ligas (quien se había coronado campeón de la Serie Mundial de Béisbol con los Marlins de la Florida en 1997) dio lugar a reuniones en Miami entre personalidades del béisbol colombiano como Edinson Rentería, Édgar Pérez y José Martínez (quien dirigió y contribuyó al desarrollo del Béisbol Profesional Colombiano en las temporadas 1979 a 1985), logrando el reconocimiento en la MLB y la Confederación del Caribe. Por tal razón, se toma la decisión de conformar un equipo de trabajo con los empresarios que habían hecho parte del béisbol profesional en los años 1980 y con nuevos ejecutivos de las ciudades de Barranquilla y Cartagena como Alfredo Navarro, Farid Char, Gabriel Peláez, Iveth Chejuán, Tico Bernal, Julio Blanch, entre otros, a quienes se les presentó una propuesta con la finalidad de revivir el béisbol profesional con el liderazgo de la familia Rentería. Finalmente, se toma la decisión de iniciar la temporada 1999-2000 con los equipos Caimanes y Eléctricos de Barranquilla y Tigres e Indios de Cartagena.
En la temporada 2015-2016 el equipo se trasladó a Lorica para sus juegos de local en el estadio 3 de Mayo, debido a que el estadio Tomás Arrieta de Barranquilla se encontraba en remodelación para los XXIII Juegos Centroamericanos y del Caribe.
Para el inicio de la temporada 2017-2018 cambiaría nuevamente de sede debido a que en Santa Cruz de Lorica el estadio de béisbol 3 de Mayo inició también trabajos de remodelación, haciendo su debut de la temporada en el Estadio Veinte de Enero de Sincelejo para después usar como sede el resto de la temporada en el nuevo estadio de béisbol de Santa Marta construido para los Juegos Bolivarianos de 2017.

En la 2021-22 queda campeón ganándole 4-1 a Vaqueros, en la Serie del Caribe logra el primer triunfo de la historia de Colombia en dicha competición tras superar a Navegantes del Magallanes 6-1.

### Serie del Caribe

#### Debut
Por primera vez en su historia la novena barranquillera asistió a la Serie del Caribe 2021 en Mazatlán, México tras quedar campeón en la temporada 2020-21, en cinco juegos disputados no obtuvo ninguna victoria sin embargo Jordan Díaz fue seleccionado como el mejor tercera base del torneo.

#### Primer título
Un año después de su primera participación la novena Barranquillera llegaba con la obligación de lograr la primera victoria de un equipo colombiano en el torneo, así llegó entonces el debut ante Navegantes del Magallanes superando 6-1 a la novena Venezolana. El segundo reto llegó con Astronautas de Los Santos luego de ir ganando en 7 entradas 3-1 el equipo panameño superó a los Caimanes 4-3 en la parte alta del octavo episodio, finalmente la victoria llegaría con el último turno al bate para "Los Saurios" 5-6 dejando a la novena canalera con manilla en mano.
Siendo líder de la Serie Regular, los Caimanes enfrentaban a un necesitado Charros de Jalisco que arrastraba dos derrotas para México, en un juego muy cerrado los reptiles cayeron 1-0 aplazando la posibilidad de entrar a las semifinales. Un nuevo reto llegaría enfrentando a los anfitriones Gigantes del Cibao, en tres entradas los Caimanes se fueron arriba 2-0 manteniendo la victoria hasta el final con marcador 2-1 y dejando atrás el invicto de representante dominicano y clasificando por primera vez a las semifinales. El último juego de la fase regular finalizó con derrota para Caimanes 2-6 ante Criollos de Caguas finalizando así segundo con 3 victorias y 2 derrotas para enfrentar nuevamente a Navegantes de Magallanes en la semifinales, tras 4 entradas la novena Barranquillera ganaba 8-0 haciendo historia una vez más y dejando en el camino al equipo venezolano con victoria 8-1.
El 3 de febrero del 2022 finalmente logran la hazaña al convertirse en el primer equipo colombiano en ser campeón de la Serie del Caribe tras vencer 4 por 1 a Gigantes del Cibao.

## Estadios y sedes

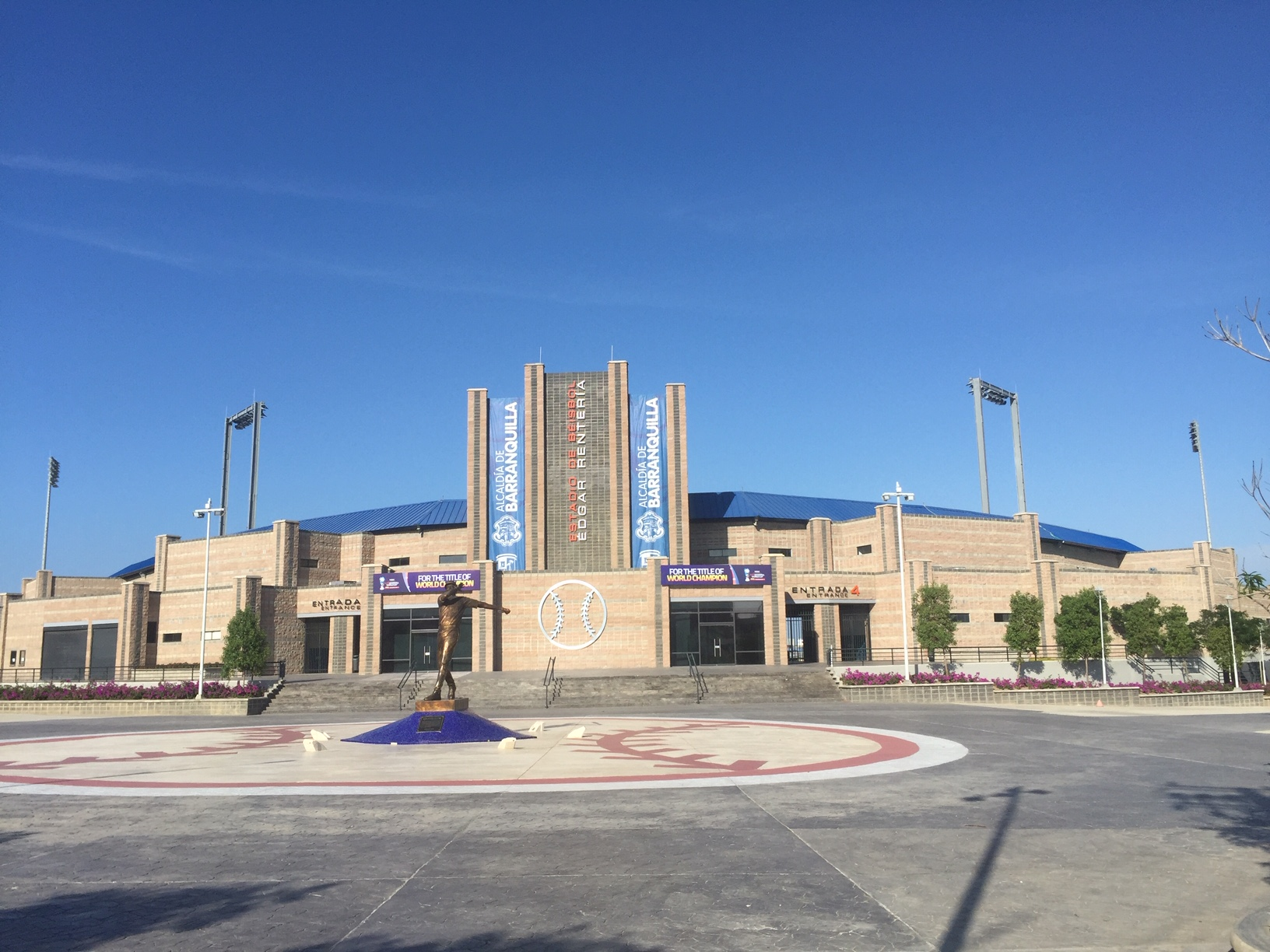
Estadio Édgar Rentería, sede de Caimanes desde la temporada 2018-2019.

Desde la temporada 2018-2019, la sede de Caimanes es el estadio Édgar Rentería de Barranquilla. Debido a remodelaciones y a la demolición del estadio Tomás Arrieta en 2017, desde la temporada 2015-16 el equipo jugó de local en ciudades como Lorica, Sincelejo y Santa Marta.
- Estadio Tomás Arrieta: 1984 - 2015
- Estadio Tres de Mayo de Lorica: 2015 - 2017
- Estadio Veinte de Enero de Sincelejo: 2017 - 2018
- Estadio Édgar Rentería: 2018 -

## Roster 2024-25
Estos son los jugadores confirmados hasta el momento.

## Patrocinadores
- Olímpica
- Coca Cola
- Miller Lite
- New Balance

## Rivalidades

### Contra Tigres
Llamado "Clásico de la Cordialidad", el juego entre Caimanes y Tigres es considerado un clásico debido a que ambos equipos son los más ganadores de títulos en el torneo y generalmente dominadores del mismo. En las últimas 10 temporadas Caimanes ha ganado 87 juegos mientras Tigres ha ganado 52.
Resumen de enfrentamientos y serie desde 2011-2012:
| Temporada | Fase         | Ganador  | Serie   | Perdedor |
| --------- | ------------ | -------- | ------- | -------- |
| 2011-12   | Fase Regular | Caimanes | 9 - 5   | Tigres   |
| 2012-13   | Fase Regular | Caimanes | 8 - 6   | Tigres   |
| 2012-13   | Play Off     | Caimanes | 4 - 2   | Tigres   |
| 2013-14   | Fase Regular | Tigres   | 13 - 1  | Caimanes |
| 2014-15   | Fase Regular | Caimanes | 10 - 4  | Tigres   |
| 2015-16   | Fase Regular | Caimanes | 11 - 3  | Tigres   |
| 2017-18   | Fase Regular | Caimanes | 10 - 4  | Tigres   |
| 2018-19   | Fase Regular | Caimanes | 10 - 3  | Tigres   |
| 2018-19   | Round Robin  | Caimanes | 3 - 1   | Tigres   |
| 2019-20   | Fase Regular | Caimanes | 6 - 2   | Tigres   |
| 2020-21   | Fase Regular | Tigres   | 5 - 3   | Caimanes |
| 2020-21   | Round Robin  | Caimanes | 2 - 2   | Tigres   |
| 2021-22   | Fase Regular | Caimanes | 10 - 2  | Tigres   |
| Resumen   | Total        | Caimanes | 87 - 52 | Tigres   |

### Contra Leones
El juego entre Caimanes y Leones tiene un antecedente importante en la temporada 2014-2015 cuando Leones dominó a Caimanes sobre el final de la temporada regular y tras una agónica clasificación a los preplayoffs superó en la final a Caimanes ganando 4 juegos por 1. Además, tras el traslado por remodelaciones del estadio Tomás Arrieta de Barranquilla en la temporada siguiente, Caimanes jugó en Santa Cruz de Lorica, municipio cercano a Montería, casa de Leones, y alcanzó a llamarse El Clásico del Sinú en honor al río Sinú que recorre estas ciudades del departamento de Córdoba. Ambos llegaron a la final donde los Caimanes tomaron revancha saliendo campeones. Nuevamente la temporada siguiente 2016-2017 se enfrentaron pero en el pre-play off la revancha fue para Leones ganando 3-2. En las últimas siete temporadas Caimanes ha ganado 82 juegos mientras Leones ha ganado 62.
Resumen de enfrentamientos y serie desde 2009-2010:
| Temporada | Fase         | Ganador  | Serie   | Perdedor |
| --------- | ------------ | -------- | ------- | -------- |
| 2009-10   | Round Robin  | Caimanes | 3 - 3   | Leones   |
| 2009-10   | Play Off     | Caimanes | 4 - 2   | Leones   |
| 2011-12   | Fase Regular | Leones   | 8 - 6   | Caimanes |
| 2012-13   | Fase Regular | Caimanes | 9 - 5   | Leones   |
| 2013-14   | Fase Regular | Leones   | 3 - 11  | Caimanes |
| 2014-15   | Fase Regular | Caimanes | 8 - 6   | Leones   |
| 2014-15   | Play Off     | Leones   | 4 - 1   | Caimanes |
| 2015-16   | Fase Regular | Caimanes | 8 - 6   | Leones   |
| 2015-16   | Play Off     | Caimanes | 4 - 2   | Leones   |
| 2016-17   | Fase Regular | Caimanes | 7 - 7   | Leones   |
| 2016-17   | Pre-Play Off | Leones   | 3 - 2   | Caimanes |
| 2017-18   | Fase Regular | Leones   | 8 - 6   | Caimanes |
| 2017-18   | Round Robin  | Leones   | 2 - 2   | Caimanes |
| 2018-19   | Fase Regular | Caimanes | 11 - 3  | Leones   |
| Resumen   | Total        | Caimanes | 82 - 62 | Leones   |

## Palmarés
Estos son los títulos obtenidos por la novena en su historia y participaciones internacionales.

### Liga Profesional de Béisbol Colombiano
- Campeón (14): 1984-85, 1994-95, 1997-98, 1998-99, 2007-08, 2008-09, 2009-10, 2012-13, 2015-16, 2018-19, 2020-21, 2021-22, 2023-24, 2024-25.

- Subcampeón (6): 1995-96, 1996-97, 2001-02, 2005-06, 2006-07, 2014-15.

### Serie del Caribe
- Campeón (1):  Santo Domingo 2022 (1.° Lugar)

### Serie Latinoamericana
- Subcampeón (1):  Managua 2016 (2.° Lugar)

### Baseball Champions League Americas
- Subcampeón (1):  Mérida 2023 (2.° Lugar)

## Jugadores Premiados

### LCBP
Estos son los jugadores premiados en la liga en las diferentes ediciones del torneo.
- Jugador más valioso:
  -  Donovan Solano 2011-12
  -  Harold Ramírez 2021-22

- Pitcher del año:
  -  Álvaro Montes 2005-06
  -  Dorian Castro 2006-07
  -  Luis Arroyo 2007-08

- Novato del año:
  -  Edier González 2005-06
  -  José Quintana 2007-08
  -  Julio Santiago 2008-09
  -  Erick Julio 2018-19
  -  Carlos Arroyo 2021-22

- Pitcher relevista del año:
  -  Dorian Castro 2007-08
  -  Jhon Billy Díaz 2009-10

- Líder en cuadrangulares "Premio Egdar Rentería":
  -  Art Charles 2014-15, 2015-16

- Mejor lanzador:
  -  Randy Consuegra 2014-15

- Mejor receptor:
  -  Jesús Posso 2016-17

- Mejor tercera base:
  -  Gerson Montilla 2016-17

- Mánager del año:
  -  Walter Miranda 2007-08
  -  Boris Villa 2009-10
  -  Luis Felipe Urueta 2015-16

### Serie del Caribe
- MVP (Jugador más valioso)
  -  Reynaldo Rodríguez 2022

- Mejor Manager  José Mosquera 2022

## Mánagers con más títulos
| Mánager          | Liga Profesional de Béisbol Colombiano | Serie del Caribe | Año                                          |
| José Mosquera    | 4                                      | 1                | 2020-21, 2021-22, 2023-24, 2024-25, SDC 2022 |
| Walter Miranda   | 2                                      | 0                | 2007-08, 2008-09                             |
| Edinson Rentería | 2                                      | 0                | 1997-98, 1998-99                             |